# Brioux-sur-Boutonne
Brioux-sur-Boutonne és un municipi francès situat al departament de Deux-Sèvres i a la regió de la Nova Aquitània. L'any 2007 tenia 1.499 habitants.

## Demografia

### Població
El 2007 la població de fet de Brioux-sur-Boutonne era de 1.499 persones. Hi havia 660 famílies de les quals 203 eren unipersonals (48 homes vivint sols i 155 dones vivint soles), 258 parelles sense fills, 151 parelles amb fills i 48 famílies monoparentals amb fills.
La població ha evolucionat segons el següent gràfic:
Habitants censats

### Habitatges
El 2007 hi havia 736 habitatges, 653 eren l'habitatge principal de la família, 25 eren segones residències i 57 estaven desocupats. 662 eren cases i 61 eren apartaments. Dels 653 habitatges principals, 407 estaven ocupats pels seus propietaris, 232 estaven llogats i ocupats pels llogaters i 14 estaven cedits a títol gratuït; 15 tenien una cambra, 45 en tenien dues, 92 en tenien tres, 153 en tenien quatre i 349 en tenien cinc o més. 462 habitatges disposaven pel capbaix d'una plaça de pàrquing. A 318 habitatges hi havia un automòbil i a 240 n'hi havia dos o més.

### Piràmide de població
La piràmide de població per edats i sexe el 2009 era:
| Homes | Edats   | Dones |
| ----- | ------- | ----- |
| 0     | 95 o +  | 8     |
| 12    | 90 a 94 | 28    |
| 16    | 85 a 89 | 36    |
| 12    | 80 a 84 | 24    |
| 48    | 75 a 79 | 64    |
| 48    | 70 a 74 | 44    |
| 64    | 65 a 69 | 44    |
| 40    | 60 a 64 | 40    |
| 20    | 55 a 59 | 28    |
| 40    | 50 a 54 | 44    |
| 44    | 45 a 49 | 56    |
| 64    | 40 a 44 | 56    |
| 44    | 35 a 39 | 36    |
| 16    | 30 a 34 | 32    |
| 52    | 25 a 29 | 40    |
| 28    | 20 a 24 | 20    |
| 44    | 15 a 19 | 56    |
| 44    | 10 a 14 | 56    |
| 28    | 5 a 9   | 20    |
| 12    | 0 a 4   | 28    |

## Economia
El 2007 la població en edat de treballar era de 831 persones, 601 eren actives i 230 eren inactives. De les 601 persones actives 536 estaven ocupades (287 homes i 249 dones) i 65 estaven aturades (32 homes i 33 dones). De les 230 persones inactives 84 estaven jubilades, 67 estaven estudiant i 79 estaven classificades com a «altres inactius».

### Ingressos
El 2009 a Brioux-sur-Boutonne hi havia 647 unitats fiscals que integraven 1.441,5 persones, la mediana anual d'ingressos fiscals per persona era de 15.757 €.

### Activitats econòmiques
Dels 88 establiments que hi havia el 2007, 5 eren d'empreses alimentàries, 2 d'empreses de fabricació d'altres productes industrials, 11 d'empreses de construcció, 23 d'empreses de comerç i reparació d'automòbils, 3 d'empreses de transport, 4 d'empreses d'hostatgeria i restauració, 2 d'empreses d'informació i comunicació, 5 d'empreses financeres, 6 d'empreses immobiliàries, 7 d'empreses de serveis, 15 d'entitats de l'administració pública i 5 d'empreses classificades com a «altres activitats de serveis».
Dels 30 establiments de servei als particulars que hi havia el 2009, 1 era una oficina d'administració d'Hisenda pública, 1 gendarmeria, 1 oficina de correu, 2 oficines bancàries, 1 funerària, 4 tallers de reparació d'automòbils i de material agrícola, 1 taller d'inspecció tècnica de vehicles, 3 paletes, 2 guixaires pintors, 4 fusteries, 1 lampisteria, 1 electricista, 2 perruqueries, 1 veterinari, 2 restaurants i 3 agències immobiliàries.
Dels 12 establiments comercials que hi havia el 2009, 1 era un supermercat, 2 fleques, 3 carnisseries, 1 una llibreria, 2 botigues de roba, 1 una botiga de mobles, 1 un drogueria i 1 una floristeria.
L'any 2000 a Brioux-sur-Boutonne hi havia 25 explotacions agrícoles que ocupaven un total de 1.404 hectàrees.

## Equipaments sanitaris i escolars
El 2009 hi havia 1 centre de salut, 1 farmàcia i 1 ambulància.
El 2009 hi havia 1 escola maternal i 1 escola elemental. Brioux-sur-Boutonne disposava d'un col·legi d'educació secundària amb 285 alumnes.

## Poblacions més properes
El següent diagrama mostra les poblacions més properes.